# 重岡銀次朗
重岡 銀次朗（しげおか ぎんじろう、1999年10月18日 - ）は、日本の元プロボクサー。熊本県熊本市出身。ワタナベボクシングジム所属。元IBF世界ミニマム級王者。兄は元WBC世界ミニマム級王者の重岡優大。

## 来歴
幼稚園のころから空手を始め、小学4年生からボクシングを始める。開新高校時代、高校5冠達成。

### プロボクシング
2018年7月、B級プロテストに合格。
2018年9月25日、プロデビュー戦をTKO勝利。なおこの勝利で東日本ボクシング協会から2018年9月度月間賞新鋭賞を受賞した。
2019年7月27日、後楽園ホールでWBOアジアパシフィックミニマム級4位のクライデ・アザルコンと同王座決定戦を行い、1回1分12秒KO勝ちを収めプロ4戦目の日本男子タイ記録（日本・東洋太平洋含む地域王座。WBOアジアとしては単独記録）で王座を獲得した（女子の記録は同門の千本瑞規らが持つ2戦目だが、後に但馬ミツロもそれに並ぶ）。
2019年12月31日、大田区総合体育館でWBOアジアパシフィックミニマム級4位で元IBO世界ライトフライ級王者のレイ・ロリトと対戦し、5回2分13秒KO勝ちを収め初防衛に成功した。
2021年7月14日、後楽園ホールでWBOアジアパシフィックミニマム級3位の川満俊輝と対戦し、2回2分5秒TKO勝ちを収め2度目の防衛に成功した。
2021年8月2日付けで、WBOアジアパシフィックミニマム級王座を返上した。
2022年3月27日、沖縄県の豊見城市民体育館で日本ミニマム級王座決定戦を日本ミニマム級2位の仲島辰郎と対戦し、10回3-0（98-92、99-91×2）で判定勝ちを収め、王座獲得に成功した。
2022年7月6日、熊本市の熊本県立総合体育館で日本ミニマム級1位の春口直也と対戦し、4回1分48秒TKO勝ちを収め、初防衛に成功した。
2022年7月28日付けで、日本ミニマム級王座を返上した。
2023年1月6日、エディオンアリーナ大阪で行われた「3150FIGHT vol.4」の谷口将隆vsメルヴィン・ジェルサレムの前座で、IBF世界ミニマム級王者ダニエル・バジャダレスと対戦。3回終盤、偶然のバッティングからバジャダレスが頭部の痛みを訴え試合続行不可能をアピールすると、レフェリーが試合終了を告げ、当初は3回2分48秒負傷引き分けと発表されたが、IBFルールにより無判定試合と訂正された。

#### 兄弟同時世界暫定王座獲得・団体内王座統一
2023年4月16日、国立代々木競技場第二体育館で行われた「3150FIGHT vol.5 ～東京初進出！東京を殴りにいこうか！～」の重岡優大対ウィルフレド・メンデスの前座で、バジャダレスの左鼓膜穿孔による休養に伴い設置されたIBF世界ミニマム級暫定王座決定戦で元IBF世界同級王者ならびにIBF世界ミニマム級3位のレネ・マーク・クアルトと対戦し、9回2分55秒KO勝ちを収め、メインイベントでWBC世界ミニマム級暫定王座を獲得した兄の優大と共に兄弟揃って2団体の世界同級暫定王座を獲得した。この試合は2023年のIBF年間最高試合である「Fight of The Year」に選出された。
2023年10月7日、大田区総合体育館で開催された「3150FIGHT vol.7 ～拳闘士はゲンコツで語る～」の亀田和毅対レラト・ドラミニの前座でIBF世界ミニマム級正規王者ダニエル・バジャダレスと団体内王座統一戦として10ヶ月ぶりに再戦、同興行の前座でWBC団体内王座統一戦に挑む兄の優大と共に兄弟同時に王座統一戦を行い、5回2分15秒TKO勝ちを収め王座統一に成功（記録上は初防衛）。セミファイナルでWBC団体内王座統一戦を制した兄と兄弟同時王座統一を成し遂げた。日本人の世界暫定王者が正規王者に勝利して王座統一に成功したのは、男女通じても銀次朗が初である。本来は2023年8月11日にエディオンアリーナ大阪で行われた「3150 FIGHT vol.6 〜世界を殴りにいこうか！〜」で対戦予定であったが、重岡の左足の負傷で延期された。
2024年3月26日に、5日後の防衛戦で対戦予定だったIBF世界ミニマム級9位のアルアル・アンダレスが低血糖の発症によりドクターストップで欠場になった旨の文書が亀田側に25日に届いたと発表された。翌27日に、ジェイク・アンパロが代役出場し、IBFもこの日の朝に試合を承認したと発表。
2024年3月31日、名古屋国際会議場イベントホールで行われた「トップPresents 3150FIGHT vol.8」の重岡優大対メルビン・ジェルサレムの前座で、IBF世界ミニマム級6位のジェイク・アンパロと対戦し、2回1分15秒KO勝ちを収め2度目の防衛に成功した。なお、兄の優大はメインイベントでメルビン・ジェルサレムに判定負けでWBC王座から陥落したため、兄弟の同時防衛は失敗に終わった。
2024年7月28日、滋賀ダイハツアリーナで行われた「3150FIGHT vol.9」で元IBF世界ミニマム級王者でIBF世界ミニマム級1位の指名挑戦者であるペドロ・タドゥランと対戦し、プロ初黒星となる9回2分50秒TKO負けを喫し3度目の防衛に失敗、王座から陥落した。重岡はダメージの大きさから担架に乗せられてリングから運び出されそのまま病院に救急搬送されたが、検査の結果右眼窩底骨折と診断され手術を受けた。2回に右眼窩底を骨折し、以降は右目がほぼ見えない状態であった。

#### 試合後に意識不明　開頭手術　現役引退
2025年5月24日、インテックス大阪で行われた「3150×LUSHBOMU vol.6」でのアンジェロ・レオ対亀田和毅のセミファイナルでIBF世界ミニマム級王者のペドロ・タドゥランとのダイレクトリマッチによる再戦を行い、12回1-2の判定負け。試合後、採点結果を聞いていた最中に意識を失い、大阪市内の病院に搬送される。右硬膜下血腫により開頭手術を受け、意識不明のまま経過観察中であることが5月27日に公表された。JBC規則の規定では開頭手術を受けた選手の試合出場について安全面の理由から許可しないため、ライセンスが自動失効となり現役引退となった。6月下旬に集中治療室（ICU）から一般病棟へ移り、8月6日、大阪市内の病院から故郷の熊本県内の病院へ転院。8月13日は兄の優大が現役引退を表明し、今後は銀次朗を支えていくとした。マスメディアで意識不明状態が続いているとの誤報があり、8月15日、顔は公開されなかったが、優大の呼びかけにより銀次朗がゆっくりと指を動かす様子がInstagramで公開された。

## 人物
具志堅用高の13回の国内防衛最多記録更新、無敗で引退、パウンド・フォー・パウンド1位の3つを目標に掲げていた。

## 戦績
- アマチュアボクシング：57戦 56勝 1敗（1敗は兄弟対決を断って決した不戦敗である）
- プロボクシング：14戦 11勝 (9KO) 2敗 1無効試合

| 戦           | 日付           | 勝敗 | 時間    | 内容    | 対戦相手                     | 国籍       | 備考                                      |
| ------------ | -------------- | ---- | ------- | ------- | ---------------------------- | ---------- | ----------------------------------------- |
| 1            | 2018年9月25日  | ☆    | 3R 1:22 | TKO     | サンチャイ・ヨッブン         | タイ       | プロデビュー戦                            |
| 2            | 2019年2月26日  | ☆    | 1R 1:35 | TKO     | ギアッティポン・グムサワット | タイ       |                                           |
| 3            | 2019年4月14日  | ☆    | 8R      | 判定3-0 | ジョエル・リノ               | フィリピン |                                           |
| 4            | 2019年7月27日  | ☆    | 1R 1:12 | KO      | クライデ・アザルコン         | フィリピン | WBOアジアパシフィックミニマム級王座決定戦 |
| 5            | 2019年12月31日 | ☆    | 5R 2:13 | KO      | レイ・ロリト（大成）         | フィリピン | WBOアジアパシフィック防衛1                |
| 6            | 2021年7月14日  | ☆    | 2R 2:05 | TKO     | 川満俊輝（三迫）             | 日本       | WBOアジアパシフィック防衛2                |
| 7            | 2022年3月27日  | ☆    | 10R     | 判定3-0 | 仲島辰郎（平仲）             | 日本       | 日本ミニマム級王座決定戦                  |
| 8            | 2022年7月6日   | ☆    | 4R 1:48 | TKO     | 春口直也（橋口）             | 日本       | 日本防衛1                                 |
| 9            | 2023年1月6日   | –    | 3R 2:48 | NC      | ダニエル・バジャダレス       | メキシコ   | IBF世界ミニマム級タイトルマッチ           |
| 10           | 2023年4月16日  | ☆    | 9R 2:55 | KO      | レネ・マーク・クアルト       | フィリピン | IBF世界ミニマム級暫定王座決定戦           |
| 11           | 2023年10月7日  | ☆    | 5R 2:15 | TKO     | ダニエル・バジャダレス       | メキシコ   | IBF世界ミニマム級王座統一戦 IBF防衛1      |
| 12           | 2024年3月31日  | ☆    | 2R 1:15 | KO      | ジェイク・アンパロ           | フィリピン | IBF防衛2                                  |
| 13           | 2024年7月28日  | ★    | 9R 2:50 | TKO     | ペドロ・タドゥラン           | フィリピン | IBF陥落                                   |
| 14           | 2025年5月24日  | ★    | 12R     | 判定1-2 | ペドロ・タドゥラン           | フィリピン | IBF世界ミニマム級タイトルマッチ           |
| テンプレート |                |      |         |         |                              |            |                                           |

## 獲得タイトル
アマチュア
- 第26回全国高等学校ボクシング選抜大会ピン級優勝
- 第71回国民体育大会少年の部ピン級優勝
- 平成28年度全国高等学校総合体育大会ピン級優勝
- 第27回全国高等学校ボクシング選抜大会ピン級優勝
- 平成29年度全国高等学校総合体育大会ピン級優勝

プロ
- WBOアジアパシフィックミニマム級王座（防衛2=返上）
- 日本ミニマム級王座（防衛1=返上）
- IBF世界ミニマム級暫定王座（防衛1）
- IBF世界ミニマム級王座（防衛1）

## 表彰
- IBF
  - 「Fight of The Year」（2023年レネ・マーク・クアルト戦）